# Hei de Vencer

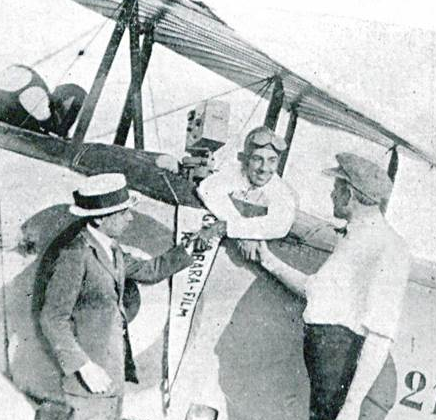
O diretor Luiz de Barros nas gravações do filme.

Hei de Vencer é um filme brasileiro do gênero drama, dirigido por Luiz de Barros em 1924. Foi uma coprodução entre a Guanabara-Film do Rio de Janeiro e a Pátria Filme de São Paulo. É considerado um filme perdido, com apenas alguns fragmentos sobreviventes.
O filme estreou em 24 de novembro de 1924 no Cinema Parisiense, no Rio de Janeiro. Foi vendido ao distribuidor uruguaio Robert Natalini, para exibição em todo o mercado latino-americano.

## Sinopse
O guarda-noturno Alberto, cuja maior ambição era ser repórter, tenta inocentar um amigo acusado de um crime. Com ajuda do amigo Ernesto investiga os acontecimentos ligados ao crime e é perseguido pelo verdadeiro criminoso. Jaime, o bandido, antes de morrer confessa o crime, após uma perseguição de avião em que se precipitou ao solo, com Ernesto em seu encalço. Ernesto passara de um avião para outro, usando uma escada de corda e conseguira manter-se preso às asas do avião, salvando-se.

## Elenco
| Ator/Atriz              | Personagem        |
| ----------------------- | ----------------- |
| Paulo Sullis            | Alberto Junqueira |
| Antonio Sorrentino      | Ernesto Guimarães |
| Manoel F. de Araújo     | Jaime Fonseca     |
| Laura Munken            | Alice             |
| Adolfo Nery             | Guilherme Luiz    |
| Célia Cunha             | Amante de Jaime   |
| Perle Fabry             | Gaby les Fleurs   |
| Georgette de Lys        | Alda Moreira      |
| Anésia Pinheiro Machado | Ela mesma         |
| Reynaldo Gonçalves      | Ele mesmo         |
| João Robba              | Ele mesmo         |
| Aldo Rine               | —                 |
| César Bresciani         | —                 |